# Båtstø
Båtstø is een plaats in de Noorse gemeente Asker, provincie Akershus. Båtstø telt 239 inwoners (2007) en heeft een oppervlakte van 0,6 km².